# Trophée Holody
Le Trophée Holody est un trophée remis dans la Ligue de hockey de l'Ontario, ligue de hockey sur glace junior. Il récompense chaque année la franchise championne de la division Midwest à l'issue de la saison régulière.
Le trophée porte le nom de Joe Holody, ancien dirigeant dans la LHO pour les Platers de Guelph.

## Palmarès
- 1998-1999 — Storm de Guelph
- 1999-2000 — Otters d'Érié
- 2000-2001 — Otters d'Érié[2]
- 2001-2002 — Otters d'Érié
- 2002-2003 — Rangers de Kitchener[2]
- 2003-2004 — Knights de London[2]
- 2004-2005 — Knights de London[2]
- 2005-2006 — Knights de London[2]
- 2006-2007 — Knights de London[2]
- 2007-2008 — Rangers de Kitchener[2]
- 2008-2009 — Knights de London
- 2009-2010 — Knights de London
- 2010-2011 — Attack d'Owen Sound
- 2011-2012 — Knights de London[2]
- 2012-2013 — Knights de London[2]
- 2013-2014 — Storm de Guelph[2]
- 2014-2015 — Otters d'Érié
- 2015-2016 — Otters d'Érié[2]
- 2016-2017 — Otters d'Érié[2]
- 2017-2018 — Rangers de Kitchener
- 2018-2019 — Knights de London
- 2019-2020 — Knights de London
- 2020-2021 — Non décerné[3]
- 2021-2022 — Knights de London
- 2022-2023 — Knights de London
- 2023-2024 — Knights de London